# Jeanne Kalogridis
Jeanne Kalogridis, nota anche con lo pseudonimo di J.M. Dillard, anche nella grafia Jean M. Dillard (Florida, 17 dicembre 1954), è una scrittrice statunitense di romanzi storici, fantascientifici e dell'orrore.

## Biografia
Nata in Florida, ha studiato alla University of South Florida, conseguendo prima un Bachelor of Arts in lingua russa nel 1976, poi un Master of Arts in linguistica. Dopo il college ha insegnato per otto anni inglese come lingua straniera presso l'American University a Washington, per poi trasferirsi nella West Coast. Abbandonata la carriera di insegnante, si è dedicata alla scrittura a tempo pieno.
Dopo avere scritto nel 1988 un romanzo come trasposizione letteraria dell'episodio pilota della serie tv La guerra dei mondi, ha pubblicato tra il 1992 e il 2007 numerosi romanzi ispirati all'universo fantascientifico di Star Trek, sia trasposizioni letterarie dei film sia ispirate alle diverse serie televisive.
Dopo avere pubblicato la serie di successo I diari della famiglia Dracula ispirata al Dracula di Bram Stoker, si è dedicata al romanzo storico, scegliendo l'Italia del Rinascimento come fonte di ispirazione e sfondo per le sue storie abitate da personaggi femminili forti e passionali. Dopo il romanzo Alla corte dei Borgia, è stato pubblicato in lingua italiana anche L'enigma della Gioconda.

## Opere
(delle opere tradotte è indicata la prima edizione italiana)
- Specters (1991)
- Il labirinto delle streghe (The Burning Times, 1997), traduzione di Rita Gatti, Nuova Narrativa Newton n.57, Newton & Compton, 2006. ISBN 8854106437
- Alla corte dei Borgia (The Borgia Bride, 2005)
- L'enigma della Gioconda (I, Mona Lisa, 2006; pubblicato nel Regno Unito come Painting Mona Lisa)
- La regina maledetta (The Devil's Queen, 2009)
- La lettrice di tarocchi (The Scarlet Contessa: A Novel of the Italian Renaissance, 2010)
- La sposa dell'inquisitore (Longanesi, 2014. ISBN 9788830433328)
- La dama dei Medici (Newton Compton Editori, 2018. ISBN 9788822721198)

### I diari della famiglia Dracula
- Il patto con il vampiro (Covenant with the Vampire, 1995), traduzione di Gianni Pilo, Nuova Narrativa Newton n.5, Newton & Compton, 1997. ISBN 8881837943
- I figli del vampiro (Children of the Vampire, 1996), traduzione di Gianni Pilo, Nuova Narrativa Newton n.8, Newton & Compton, 1998. ISBN 8881839008
- Il signore dei vampiri (Lord of the Vampires, 1997), traduzione di Gianni Pilo, Nuova Narrativa Newton n.14, Newton & Compton, 1998. ISBN 8881839806

### Star Trek
- Serie originale:
  - Mindshadow (1985)
  - Demons (1986)
  - Intrigo galattico (Bloodthirst, 1987), traduzione di Annarita Guarnieri, Star Trek n.5, Garden Editoriale, 1992
  - Star Trek - Gli anni perduti (Star Trek: The Lost Years, 1989), traduzione di Gloria Pastorino, Economica Tascabile n.136, Fanucci Editore, 2001. ISBN 8834708059
  - Recovery (1995)
- Star Trek: The Next Generation:
  - Possession (1996)
  - Resistance (2007)
- Star Trek: Deep Space Nine:
  - Emissary (1993)
- Star Trek: Enterprise:
  - Surak's Soul (2003)
  - The Expanse (2003)
- Trasposizioni letterarie dei film:
  - Star Trek V: The Final Frontier (1989)
  - Star Trek VI: The Undiscovered Country (1991)
  - Star Trek Generazioni (Star Trek Generations, 1994), traduzione di Gabriella Cordone e Alberto Lisiero, Biblioteca di Fantascienza X, Fanucci Editore, 1995. ISBN 8834704517
  - Primo contatto (Star Trek: First Contact, 1996), traduzione di Cristiano Sassetti, Economica Tascabile n.50, Fanucci Editore, 1997. ISBN 8834705556
  - L'insurrezione (Star Trek: Insurrection, 1998), traduzione di Cristiano Sassetti, Economica Tascabile n.113, Fanucci Editore, 1999. ISBN 8834706773
  - Star Trek: Nemesis (2002)
- Star Trek: Where No One Has Gone Before - A History in Pictures (1994)

### War of the Worlds
- The Resurrection (1988)